# دون تيل مايز
دون تيل أونيل مايز (بالإنجليزية: Don'Tale O'Neil Mayes؛ مواليد 16 يناير 1992) هو مُقاتل فنون قتالية مختلطة أمريكي.

## وصلات خارجية
- دون تيل مايز على موقع بوكس ريك (الإنجليزية) (registration required)
- دون تيل مايز على موقع يو إف سي (الإنجليزية)
- دون تيل مايز على موقع شيردوغ (الإنجليزية)
- دون تيل مايز على موقع Tapology.com (الإنجليزية)